# رجاء عالم
رجاء محمد عالم روائية سعودية من مواليد 1956 في مكة درست الأدب الإنجليزي في جامعة الملك عبد العزيز بجدة، عام 1980، بدأت مشوارها كاتبةً في صفحة (حروف وأفكار) في جريدة الرياض، وكذلك في الملحق الأسبوعي التابع للصحيفة نفسها. يعود لها الفضل في توثيق البيئة المكية / الحجازية في رواياتها. تختص رواياتها بسردية رمزية صوفية / غنوصية عميقة، وفق رؤى كونية مفتوحة. ترجمت بعض أعمالها للإنجليزية والإسبانية.

## الحياة المُبكّرة والتعليم
وُلدت رجاء عالم في مكة المكرمة. حصلت على البكالوريوس في الأدب الإنجليزي، ثمّ أصبحت في وقتٍ ما مدرّسةً في مركز تدريب معلمي رياض الأطفال في جدة، المملكة العربية السعودية. هي كاتبة نثرية نشطة، وأسلوبها مزيجٌ بين الأسلوب الحديث والموضوعات التقليدية، حتى وصفهُ بعض النقاد بالأسلوب الفريد من نوعه وسطَ باقي المؤلفين السعوديين. نشرت عالم عدة مسرحيات وثلاث روايات ومجموعة قصصية، كما حصلت على العديد من الجوائز الدولية المرموقة.

## المسيرة المهنيّة
تُرجمت عددٌ من أعمال العالم بما في ذلك بعض قصصها القصيرة إلى اللغة الإنجليزية، فيما تُرجمت أعمال أخرى للغات أخرى من قِبل بعض المترجمين. لعبت الخلفية العائلية والمجتمعيّة التي نشأت فيها رجاء العالم دورًا بل كان لها – أي الخلفيّة – تأثيرًا كبيرًا على عملها بالمجمل. تحدثت رجاء عن علاقتها مع مدينة مكة التي التي تمَّ إصلاحها وتجديدها فذكرت:
أنا أنتمي إلى تيار من التفكير وليس قطعة أرض، إلى تيار يسري في كل مكان... الآن، في مكة، شعرتُ أنني أنتمي، ليس إلى الاحتفالات التي تُؤدّيها الآلاف من الجثث ولكن إلى الروح التي كانت تصلني وحدي. شعرت بطريقةٍ ما أنني كنت أرى ما وراء الأشياء، تجاوز وهج البدر، أشعر بالبهجة التي تشعر بها عندما تصلُ إلى القوة الكامنة وراء الأشياء، أو ربما كان الأمر يتعلَّقُ بالطريقة التي اختلط بها ضوء القمر مع أشواق الحجاج!
حُظرت بعض أعمال الكاتبة السعوديّة باللغة العربية، فكانت الكتابة باللغة الإنجليزية قرارًا مهمًا بالنسبة لها حتى أنها قالت:
الحقيقة هي أن شعبي يبتعدون عن ثقافتهم، ولم يعد لدى الكثير منهم فكرة عمَّا أكتب عنه. لذلك أجد نفسي أبحث عن طرق جديدة للتواصل، للغات أخرى، وكانت اللغة الإنجليزية هي أول ما تمَّ التوصل إليه.. إنّ الكتابة بلغة أخرى هو وسيلة للتخلص من الموانع. كل الأشياء التي جعلتني أشعر بالخجل فقدت قبضتها المرضية عليَّ وأصبحت مقبولة. لم أقرأ أبدًا أيًا من كتبي المنشورة باللغة العربية... هذا يجعلني أشعر بأنني فارغة تمامًا! ومع ذلك، فإن قراءتها بلغة أخرى يُشعرني بأنني على قيد الحياة بطريقة شعريّة.

## قائمة أعمالها
هذه قائمةٌ بأبرز أعمال الكاتبة والمؤلِّفة السعودية رجاء عالم:
- قرية النور - حسن الأخضر.[26]
- سِتر.[27]
- حَبَى.[28]
- موقد الطير.[29]
- خاتم.[30]
- سيدي وحدانة.[31]
- نهر الحيوان (قصص)[32]
- الرقص على سن الشوكة.[33]
- الموت الأخير للممثل.[34]
- ثقوب في الظهر. (نص مسرحي).[35]
- أربعة - صفر.[36]
- طريق الحرير.[37]
- مسرى يا رقيب.
- طوق الحمام (حصلت بها على جائزة البوكر العربية 2011).
- باهبل مكة Multivers. رواية (2023).[38] ورُشحت ضمن القائمة القصيرة للروايات المرشحة للحصول على جائزة الوكر العربية لعام 2024م.[39]

## كتب عنها
كُتب عن أعمالها كتابات نقدية كثيرة من أهمها ما يأتي:
- ما ورد في كتابات الدكتور عالي القرشي ومنها ماورد في كتابه نص المرأة، وكتابه حكي اللغة ونص الكتابة ووبحوث المؤتمر الثاني للأدباء السعوديين.
- ماورد في موسوعة مكة المكرمة الجلال والجمال ـ الجزء الثاني أكثر من بحث للدكتور عالي القرشي، والدكتور أحمد جاسم الحسين، والأستاذة نورة المري.
- بحث للشاعر الدكتور عزت محمود علي الدين بعنوان: الخطاب الروائي ومضمرات النص ـ مقاربات حول بنية الشكل وأبعاد الموقف عند رجاء عالم (سيدي وحدانه نموذجا).
- رسالة ماجستير لمعجب العدواني بعنوان: التناصية في رواية طريق الحرير.
- كتاب للناقد الدكتور/ حسن النعمي.
- كتاب الرواية النسائية السعودية/ سامي جريدي.
- كتاب لفاطمة فيصل العتيبي.
- كتاب شعرية الفضاء في رواية طوق الحمام: زهراء عبد الله آل سلام.
- سيرة مكان ممكنة للناقدة جميلة العبد الله حول رواية طوق الحمام
- كتاب اللون في الرواية السعودية لدكتورة مريم غبان.
- فصل في كتاب: التشكيل البصري في الرواية العربية للدكتورة مريم غبان. بعنوان (التشكيل التجريدي في رواية مسرى يارقيب)
- رسالة ماجستير لخالد الهذال بعنوان: ازدواج الشخصية في رواية خاتم

## جوائز
فازت في العام 2011 بجائزة البوكر للرواية العربية عن روايتها طوق الحمام مناصفة مع الكاتب محمد الأشعري عن روايته القوس والفراشة، وذلك في حفل أجري في أبوظبي. وهذه هي المرة الأولى منذ إطلاق البوكر عام 2008 التي تفوز فيها كاتبة بالجائزة. وتكشف روايتها «طوق الحمام» عن العالم الخفي لمدينة مكة المكرمة من الرقيق الأبيض إلى التطرف الديني إلى استغلال العمال الأجانب.
حاصلة على ميدالية الشرف في مسابقة ابن طفيل، التي نظمها المعهد العربي الإسباني في مدريد، عن قصة “أربعة صفر” عام 1986، وجائزة الإبداع العربي لعام 2007